# Rent-a-Goalie
Rent-a-Goalie est une série télévisée comique canadienne en 26 épisodes de 22 minutes diffusée du 1er octobre 2006 au 8 décembre 2008 sur la chaîne Showcase.
Cette série est inédite dans tous les pays francophones.
Les saisons 1 et 2 ont été nommées respectivement trois fois et six fois aux Prix Gemini. 

## Synopsis
Cake est un dingue de hockey qui gère une activité de gardiens à louer depuis le café où il travaille.
Depuis que John, son patron, l'a aidé à sortir d'une vie d'excès et de débauche, Cake s'efforce de vivre une vie réglo. Pour cela il s'appuie sur les règles inscrites dans "le Code".
Mais les bonnes résolutions de Cake vont être mise à mal par l'arrivée de Fran, la fille de John. D'autant que Fran est la dernière conquête d'un soir de Cake.

## Distribution
- Christopher Bolton : Cake
- Philip Riccio : Puker
- Stephen Amell : Billy "Pouces-en-l'air"
- Inga Cadranel : Francesca "Fran"
- Gabriel Hogan : Lance "La Verrue"
- Oliver Becker : O'Malley
- Mayko Nguyen : Stuart "Stu" "La Gothique"
- Jeremy Wright : Shortbus
- Carlos Díaz (en) : Looch
- Joe Pingue : Joey "Presque"
- Matt Gordon (en) : Doc
- Pascal Petardi (en) : "Péteux"
- Jeff Pustil : Gordie (l'arbitre)
- Louis Di Bianco : John